# Journal of Plant Research
Journal of Plant Research, (abreujat J. Pl. Res.), és una revista amb il·lustracions i descripcions botàniques que és editada a Tòquio des de 1995 fins ara, amb el nom de Journal of Plant Research. Botanical Society of Japan. Va ser precedida per Botanical Magazine, Tokyo.